# Décès en 1038
Décès
- 1034
- 1035
- 1036
- 1037
- 1038
- 1039
- 1040
- 1041
- 1042

Cette page dresse une liste de personnalités mortes au cours de l'année 1038 :

## Jour connu
- 28 mars : Haï Gaon, dernier rabbin de l'académie talmudique de Poumbedita[1].
- 23 avril, Liudolf, comte de Brunswick, margrave de Frise, comte dans le Derlingau et le Gudingau.
- 5 mai, Gothard de Hildesheim, évêque de Hildesheim.
- 6 juillet : Ōnakatomi no Sukechika, poète et prêtre shinto japonais.
- 18 juillet : Gunhild de Danemark, première femme de l'empereur Henri III.
- 27 juillet : Hermann IV, duc de Souabe[2].
- août : Henri Ier, comte de Louvain et de Bruxelles.
- 15 août : Étienne Ier, fondateur du royaume de Hongrie dont il devient roi.
- octobre : Abu Nu`aym, théologien Shafi.
- 28 octobre, 29 octobre ou 1er novembre : Æthelnoth, archevêque de Cantorbéry[3].
- 1er novembre : Hermann Ier, margrave de Misnie, margrave de Haute-Lusace, comte de Bautzen et comte d'Hassegau.
- 20 décembre : Brihtheah, évêque de Worcester[4].
- 21 décembre : Wang Zeng (en), fonctionnaire érudit puis premier ministre de Chine.

## Jour inconnu
- Æthelric Ier, évêque de Selsey[5].
- Abu Mansur al-Tha'alibi, ou Abū Manṣūr 'Abd al-Malik b. Muḥammad b. Ismā'īl al-Tha'ālibī est un écrivain iranien.
- Armengol II, dit « le Pèlerin », comte d'Urgell.
- Budic de Nantes, comte de Nantes.
- Ealdred, comte de Bamburgh.
- Emma de Lesum (en), noble allemande.
- Félix de Rhuys, moine bénédictin et ermite breton.
- Habus ben Maksan, second Ziride régnant à Grenade.
- Haï Gaon, rabbin babylonien.
- Kyiso (en), roi de Pagan.
- Shibl al-Dawla Nasr, émir d'Alep.

## Date incertaine
- 15 décembre : Guillaume VI d'Aquitaine (date supposée[6]), comte de Poitiers, sous le nom de Guillaume IV et duc d'Aquitaine sous le nom de Guillaume VI.

- vers 1038 :
  - Raoul III de Vexin, comte de Valois.
  - Adélaïde de Normandie, noble française.

- octobre/novembre 1038 ou 9 janvier 1039 :
  - Ælfric II, évêque d'Elmham[7].

## Crédit d'auteurs
- Cet article est partiellement ou en totalité issu de l'article intitulé « 1038 » (voir la liste des auteurs).